# Llista d'episodis de Dracs: els nou regnes
Dracs: els nou regnes (títol original en anglès, DreamWorks Dragons: The Nine Realms) és una sèrie de televisió animada per ordinador estatunidenca de la franquícia Com ensinistrar un drac, produïda per DreamWorks Animation amb la marca DreamWorks Animation Television per a Peacock i Hulu.
La sèrie es va estrenar tant a Peacock com a Hulu el 23 de desembre de 2021, mentre que la segona temporada va començar el 5 de maig de 2022. La tercera temporada es va estrenar el 18 d'agost de 2022 i la quarta temporada, el 17 de novembre de 2022. La cinquena temporada es va estrenar el 2 de març de 2023. La sisena temporada es va estrenar el 15 de juny de 2023. La setena temporada es va estrenar el 14 de setembre de 2023. La vuitena i temporada final es va estrenar el 14 de desembre de 2023. En total la sèrie la conformen 52 episodis.
Es va estrenar en català al canal SX3 el 12 de maig de 2023.

## Resum
| Temporada | Temporada | Episodis | Episodis | Data d'emissió original | Dates d'emissió en català | Dates d'emissió en català |
| Temporada | Temporada | Episodis | Episodis | Data d'emissió original | Primera emissió           | Última emissió            |
| --------- | --------- | -------- | -------- | ----------------------- | ------------------------- | ------------------------- |
|           | 1         | 6        | 6        | 23 de desembre de 2021  | 12 de maig de 2023        | 19 de maig de 2023        |
|           | 2         | 7        | 7        | 5 de maig de 2022       | 22 de maig de 2023        | 30 de maig de 2023        |
|           | 3         | 7        | 7        | 18 d'agost de 2022      | 31 de maig de 2023        | 8 de juny de 2023         |
|           | 4         | 6        | 6        | 17 de novembre de 2022  | 9 de juny de 2023         | 16 de juny de 2023        |
|           | 5         | 6        | 6        | 2 de març de 2023       | 21 de desembre de 2023    | 25 de desembre de 2023    |
|           | 6         | 7        | 7        | 15 de juny de 2023      | 26 de desembre de 2023    | 29 de desembre de 2023    |
|           | 7         | 7        | 7        | 14 de setembre de 2023  | 29 de desembre de 2023    | 3 de gener de 2024        |
|           | 8         | 6        | 6        | 14 de desembre de 2023  | 22 de març de 2024        | 22 de març de 2024        |

## Llista d'episodis

### 1a temporada (2021)
| Núm. total | Núm. de la temporada | Títol                                         | Direcció         | Guió | Data d'estrena original | Data d'emissió a Catalunya |
| --- | -------------------- | --------------------------------------------- | ---------------- | --- | ----------------------- | -------------------------- |
| 1 | 1                    | «El primer vol (1a part)» «First Flight»      | Leo Riley        | Història: Henry Gilroy. Teleplay: Henry Gilroy and John Tellegen. Guió il·lustrat: Sol Chen, Micah Gunnell, Paul Cohen, Ibraheem Jara, Josh Covey, Tim Maltby, George Gipson i Eric Pinedia | 23 de desembre de 2021  | 12 de maig de 2023         |
| En Tom Kullersen acompanya la seva mare, l'Olivia, que es trasllada a treballar a ICARIS, l'Estació Internacional d'Estudi i Investigació d'Esvorancs, creada al costat d'una enorme fissura provocada pel pas d'un cometa. Allà en Tom coneixerà els altres joves que viuen al centre, la Jun, en D'Angelo i l'Alex. Aquest noi tan aventurer no es pot estar quiet, i explorant pel seu compte descobrirà una criatura misteriosa que es troba dins la fissura. |                      |                                               |                  | |                         |                            |
| 2 | 2                    | «El primer vol (2a part)» «First Flight»      | Robert Briggs    | Escrit per: Hohn Tellegen. Guió il·lustrat: Josh Covey, Ji-Young Na i Chris Staggs | 23 de desembre de 2021  | 15 de maig de 2023         |
| En Tom i el drac perdut que ha trobat a la fissura es fan amics i creen un estret vincle. Volant sobre el llom del seu company, en Tom descobrirà tot un món nou ple de dracs a través d'una entrada oculta a la fissura. A més, decidirà mantenir aquest món i dels dracs en secret per tal de protegir-los dels perills que podrien córrer si el món s'assabentés de la seva existència.                                                                        |                      |                                               |                  | |                         |                            |
| 3 | 3                    | «Un món nou dins un forat» «A Hole New World» | Andrew Collins   | Escrit per: Emma Dudley. Guió il·lustrat: Federico Ferrari, Derek Moore i Belynda Smith | 23 de desembre de 2021  | 16 de maig de 2023         |
| Amb l'ajuda de l'Alex, una noia experta en informàtica, en Tom esquiva els sistemes de seguretat d'ICARIS per investigar el nou món amb el seu drac. La Jun, filla de la directora del centre i amiga de la infantesa d'en Tom, el segueix i acaba descobrint el Món Ocult dels dracs. Coneixedora de mites i llegendes antics, acaba creant un vincle amb un drac de dos caps, en Wu i en Wei.                                                                   |                      |                                               |                  | |                         |                            |
| 4 | 4                    | «El Club dels Dracs» «Dragon Club»            | Mandy Clotworthy | Escrit per: Mark Henry. Guió il·lustrat: Abby McKenzie, Adam Murphy i David Smith | 23 de desembre de 2021  | 17 de maig de 2023         |
| En Tom i la Jun s'arrisquen a revelar el secret del Món Ocult a en D'Angelo, el fill del cap de seguretat d'ICARIS. Mentre buscaven alguna cosa per ajudar un drac ferit, descobreixen que en D'Angelo té coneixements sobre animals, perquè ha ajudat molts cops el seu avi veterinari i, per tant, es decideixen a demanar-li ajut. El "Doctor Di" acaba creant un vincle amb el drac ferit, a qui anomena Banya.                                               |                      |                                               |                  | |                         |                            |
| 5 | 5                    | «La Plomes» «Featherhide»                     | Andrew Collins   | Escrit per: Mae Catt. Guió il·lustrat: Manny Banados, Federico Ferrari, Derek Moore i Belynda Smith                                                                                         | 23 de desembre de 2021  | 18 de maig de 2023         |
| En Tom, la Jun i en D'Angelo estan decidits a mantenir el Món Ocult en secret, però un dia l'Alex, filla de dues treballadores d'ICARIS, els acaba trobant al Cau dels dracs. Per acabar-ho d'adobar, un drac que es pot tornar invisible segueix la noia fins a Ciutat Rakke, on viuen tots plegats. L'Alex és força introvertida i li fan respecte els animals desconeguts, però acabarà creant un vincle amb aquest drac, la Plomes.                           |                      |                                               |                  | |                         |                            |
| 6 | 6                    | «El creador de falles» «Fault Ripper»         | Mandy Clotworthy | Escrit per: John Tellegen. Guió il·lustrat: Abby McKenzie, Adam Murphy i David Smith | 23 de desembre de 2021  | 19 de maig de 2023         |
| Ciutat Rakke corre perill de ser destruïda pels terratrèmols continus que s'estan produint a la fissura. Els Protectors dels Dracs s'assabenten que la mare d'en Tom vol provocar una explosió controlada a prop del Món Ocult per aturar els terratrèmols. Els nois descobreixen que el que els provoca és un drac monstruós, i posen fil a l'agulla per solucionar-ho sense que ni els dracs ni la gent d'ICARIS en surtin malparats.                           |                      |                                               |                  | |                         |                            |

### 2a temporada (2022)
| Núm. total | Núm. de la temporada | Títol                                                 | Direcció         | Guió | Data d'estrena original | Data d'emissió a Catalunya |
| --- | -------------------- | ----------------------------------------------------- | ---------------- | --- | ----------------------- | -------------------------- |
| 7 | 1                    | «Engalipats per l'unicorn» «Uniconned»                | Robert Briggs    | Escrit per: Emma Dudley. Guió il·lustrat: Josh Covey, Travis Marks, Jin-Young Na i Chris Staggs                                 | 5 de maig de 2022       | 22 de maig de 2023         |
| La Jun se salta les normes del Club dels Dracs i s'emporta un petit drac del Regne de Cristall a casa. Allà descobreix que ha arribat el seu germà gran, l'Eugene, que sempre es fica on no el demanen. A més, aquell drac tan bufó fa unes bombolles explosives, i els quatre Protectors tindran feina a tornar-lo al seu món i evitar que ell i els seus amics facin esclatar la ciutat.                                         |                      |                                                       |                  | |                         |                            |
| 8 | 2                    | «El llançador de magma» «Magma Breather»              | Andrew Collins   | Escrit per: Mark Henry. Guió il·lustrat: Manny Banados, Derek Moore i Belynda Smith                                             | 5 de maig de 2022       | 23 de maig de 2023         |
| La mare d'en Tom ha d'anar a cartografiar una cova que està molt a prop d'una entrada que porta al Regne de Cristall. Aleshores, en Tom es decideix a acompanyar l'Olivia en la seva expedició amb la intenció de despistar-la i alentir-la, per tal que mentrestant els altres Protectors i els dracs puguin tapar l'accés al Món Ocult i evitar així que el món descobreixi l'existència dels dracs.                             |                      |                                                       |                  | |                         |                            |
| 9 | 3                    | «Dracs zombis» «Dragons of the Undead»                | Mandy Clotworthy | Escrit per: Mae Catt. Guió il·lustrat: Abby McKenzie, Adam Murphy i David Smith                                                 | 5 de maig de 2022       | 24 de maig de 2023         |
| Un grup de dracs descolorits i molt agressius segresten la companya de l'Alex, la Plomes. La Jun està convençuda que es tracta de dracs zombis, però això no impedeix l'Alex de treure l'heroïna valenta que porta al seu interior per salvar la seva companya. La resta del grup de Protectors i dracs, inclòs en D'Angelo, que ha patit una mossegada de drac zombi, l'acompanyarà en la seva missió.                            |                      |                                                       |                  | |                         |                            |
| 10 | 4                    | «Un bon ruixat» «Downpour»                            | Robert Briggs    | Escrit per: John Tellegen and Emma Dudley. Guió il·lustrat: Josh Covey, Mitchell Lin, Travis Marks, Jin-Young Na i Chris Staggs | 5 de maig de 2022       | 25 de maig de 2023         |
| S'ha calat foc a una serradora, no gaire lluny de Ciutat Rakke, i l'Olivia i en Phil, el pare d'en D'Angelo, hi van per rescatar els llenyataires. En Tom i en Tro intenten ensinistrar uns dracs d'aigua que han descobert fa poc per ajudar els altres Protectors a apagar el foc. El propietari de la serradora, un llunàtic que es fa anomenar Motoserra, està convençut que l'incendi l'ha provocat un ocell que fa llamps... |                      |                                                       |                  | |                         |                            |
| 11 | 5                    | «La teranyina» «The Tangled Web»                      | Andrew Collins   | Escrit per: Emma Dudley. Guió il·lustrat: Manny Banados, Derek Moore i Rhianna Wynter                                           | 5 de maig de 2022       | 26 de maig de 2023         |
| En Tom i en D'Angelo tenen una enganxada després que en Phil, molt disgustat amb el seu fill, els hagi renyat per haver-se saltat les normes d'ICARIS. Però caldrà que els dos nois arreglin les seves diferències i uneixin esforços, igual que fan els seus dracs, per salvar l'Alex i la Jun, que són presa d'un drac aranya. Tot plegat amb l'afegit, i el gran inconvenient, que la Jun té fòbia als aràcnids.                |                      |                                                       |                  | |                         |                            |
| 12 | 6                    | «Seguint els llamps (1a part)» «Follow the Lightning» | Robert Briggs    | Escrit per: Mark Henry. Guió il·lustrat: Josh Covey, Kathy J. Liu, Travis Marks, Jin-Young Na i Chris Staggs                    | 5 de maig de 2022       | 29 de maig de 2023         |
| En Tro ha desaparegut del Cau on viuen els dracs dels Protectors. En Tom i els seu amics van a buscar-lo, però pel camí s'han d'enfrontar a uns dracs molt perillosos. Mentrestant, en Tom es veu obligat a confiar en el seu equip i a explicar el secret sobre el seu casc víking a en D'Angelo i l'Alex, ja que només l'havia compartit amb la Jun, molt entesa en mites i llegendes.                                           |                      |                                                       |                  | |                         |                            |
| 13 | 7                    | «Seguint els llamps (2a part)» «Follow the Lightning» | Mandy Clotworthy | Escrit per: Mae Catt. Guió il·lustrat: Abby McKenzie, Adam Murphy i David Smith                                                 | 5 de maig de 2022       | 30 de maig de 2023         |
| Els Protectors i els seus dracs ajuden en Tro, que es vol venjar de drac enorme que ha fet fugir la seva família, a la qual no troba. Per a això hauran d'aconseguir fugir d'un laberint intricat i d'aquest drac tan amenaçador. Mentrestant, l'Eugene mira de descobrir què amaga la seva germana Jun, que sembla que sempre s'esquitlla amb els seus amics per jugar al Club dels Dracs.                                        |                      |                                                       |                  | |                         |                            |

### 3a temporada (2022)
| Núm. total | Núm. de la temporada | Títol                                                        | Direcció         | Guió | Data d'estrena original | Data d'emissió a Catalunya |
| --- | -------------------- | ------------------------------------------------------------ | ---------------- | --- | ----------------------- | -------------------------- |
| 14 | 1                    | «A prova de foc» «Fire Escape»                               | Andrew Collins   | Escrit per: Mae Catt. Guió il·lustrat: Manny Banados, Derek Moore i Rhianna Wynter                                       | 18 d'agost de 2022      | 31 de maig de 2023         |
| Els Protectors dels dracs necessiten uns vestits a prova de foc per poder explorar el Regne del Foc, i a en Tom se li acut provar els prototips de l'Alex utilitzant un drac molt perillós que llança flames. Mentrestant, l'Eugene, que ha sortit a veure si troba l'amagatall dels nois, es troba al bosc amb el Motoserra, que busca el Tro sense saber que es tracta d'un drac.                                                             |                      |                                                              |                  | |                         |                            |
| 15 | 2                    | «Per a això són els amics» «Ride or Die»                     | Mandy Clotworthy | Escrit per: Emma Dudley. Guió il·lustrat: Abby McKenzie, Adam Murphy, David Smith i Quynh Truong                         | 18 d'agost de 2022      | 1 de juny de 2023          |
| Després d'haver-se barallat amb la seva mare, la Jun va amb en Tom a investigar el Regne del Foc amb els únics dos vestits a prova de foc que tenen fets fins ara. Allà, un mite grec i un escut els podrien ajudar a sortir-ne vius. Mentrestant, en D'Angelo i l'Alex proven de fer fora l'Sledkin i uns treballadors que busquen roques en una cova del Regne de Cristall.                                                                   |                      |                                                              |                  | |                         |                            |
| 16 | 3                    | «Niu de drac cuc buit» «Empty Fireworm Nest»                 | Andrew Collins   | Escrit per: Ricky Roxburgh. Guió il·lustrat: Manny Banados, Derek Moore i Rhianna Wynter                                 | 18 d'agost de 2022      | 2 de juny de 2023          |
| Un drac de foc petit com un llangardaixet arriba a Ciutat Rakke, on el troben les mares de l'Alex, que el volen investigar i queden enamorades d'ell. Cal que els Protectors el treguin del laboratori perquè no es descobreixi el secret dels dracs, sobretot perquè l'Eugene també l'ha vist. Mentrestant, en Tom i en D'Angelo miren de contenir els amics del petit drac, que el busquen.                                                   |                      |                                                              |                  | |                         |                            |
| 17 | 4                    | «Doctor Desastre» «Dr. Catastrophe»                          | Robert Briggs    | Escrit per: Mark Henry. Guió il·lustrat: Josh Covey, Mitchell Lin, Kathy J. Liu, Travis Marks i Chris Staggs             | 18 d'agost de 2022      | 5 de juny de 2023          |
| Quan els Protectors dels dracs intenten fer tornar uns dracs de foc al seu Regne, d'on havien sortit, en D'Angelo s'ensorra i abandona, ja que s'ha equivocat i els ha donat per menjar uns ous d'un altre drac de foc enorme, que evidentment s'ha empipat molt. Però al final tots els Protectors col·laboraran per fer fora els dracs de foc, recuperar els ous... i calmar l'enorme mare.                                                   |                      |                                                              |                  | |                         |                            |
| 18 | 5                    | «Vol en família» «It Flies in the Family»                    | Mandy Clotworthy | Escrit per: Mae Catt. Guió il·lustrat: Abby McKenzie, Adam Murphy, David Smith i Simon Williams                          | 18 d'agost de 2022      | 6 de juny de 2023          |
| L'Eugene troba la Jun, en Tom, en D'Angelo i l'Alex amb els seus amics dracs al Cau, i els exigeix entrar a formar part del Club dels Dracs i tenir un drac per a ell. Tot i que no n'estan gens convençuts, els Protectors decideixen donar-li una oportunitat de crear un vincle amb un drac, amb l'esperança que no reveli el seu secret. Hi haurà algun drac a qui li agradi l'Eugene?                                                      |                      |                                                              |                  | |                         |                            |
| 19 | 6                    | «El magma surt a la superfície» «Magma Comes to the Surface» | Robert Briggs    | Escrit per: Laura Bowes. Guió il·lustrat: Josh Covey, Max Lawson, Mitchell Lin, Travis Marks, Ji-Young Na i Chris Staggs | 18 d'agost de 2022      | 7 de juny de 2023          |
| Els Protectors dels dracs, amb l'Eugene, que té estatus provisional de Protector, i el drac Teranyines, han de portar un drac llançador de magma molt malalt a l'hospital d'ICARIS per fer-li unes proves, i després tornar-lo a la Terra dels dracs sense que els enxampin. Mentrestant, el Motoserra continua voltant pel bosc buscant en Tro, i l'Eugene ha de procurar que no vegi els dracs dels Protectors.                               |                      |                                                              |                  | |                         |                            |
| 20 | 7                    | «L'incendiari» «The Sky Torcher»                             | Andrew Collins   | Escrit per: Ricky Roxburgh. Guió il·lustrat: Manny Banados, Arron Davies, Ian Milne i Derek Moore                        | 18 d'agost de 2022      | 8 de juny de 2023          |
| Els dracs llança-flames, comandats per l'enorme drac incendiari, estan envaint el Regne de Cristall. En Tom, que continua preocupat per què se n'ha fet del creador de falles, va a buscar-lo acompanyat de la Jun perquè els ajudi a protegir el Regne de Cristall, mentre la resta de l'equip mira de contenir els dracs de foc. L'Olivia i l'Sledkin coneixen el Motoserra quan van a investigar un avenc que s'ha obert recentment al bosc. |                      |                                                              |                  | |                         |                            |

### 4a temporada (2022)
| Núm. total | Núm. de la temporada | Títol                                                    | Direcció         | Guió | Data d'estrena original | Data d'emissió a Catalunya |
| --- | -------------------- | -------------------------------------------------------- | ---------------- | --- | ----------------------- | -------------------------- |
| 21 | 1                    | «El forat fred» «Cold Open»                              | Mandy Clotworthy | Escrit per: John Tellegen. Guió il·lustrat: Abby McKenzie, David Smith i Simon Williams                  | 17 de novembre de 2022  | 9 de juny de 2023          |
| En D'Angelo i l'Eugene van a veure com es troben els dracs del Regne de Cristall ferits després de l'enfrontament amb els dracs de foc. En Tom està obsessionat a obrir una capsa trencaclosques que ha trobat amb el símbol del drac, i l'Alex i la Jun se l'emporten a investigar l'avenc nou per airejar-lo. Allà descobreixen el Regne del Gel, i també el Motoserra, que suposa un gran perill per als dracs. |                      |                                                          |                  | |                         |                            |
| 22 | 2                    | «Territori inexplorat» «Uncharted Territory»             | Robert Briggs    | Escrit per: Mark Henry. Guió il·lustrat: Max Lawson, Mitchell Lin, Ji-Young Na i Chris Staggs            | 17 de novembre de 2022  | 12 de juny de 2023         |
| La Plomes i en Teranyines es perden durant una tempesta de neu al Regne del Gel, quan en Tom buscava una possible clau per obrir la capsa dels dracs. L'Alex i l'Eugene estan en desacord amb la resta de Protectors perquè els volen continuar buscant, en lloc de tornar a casa. Finalment treballaran tots a la una per trobar els dos dracs de l'equip que falten.                                             |                      |                                                          |                  | |                         |                            |
| 23 | 3                    | «Escalada al volcà de neu» «Journey to the Snowcano»     | Andrew Collins   | Escrit per: Mae Catt. Guió il·lustrat: Manny Banados, Ian Milne i Derek Moore                            | 17 de novembre de 2022  | 13 de juny de 2023         |
| En Wu i en Wei queden exhausts després d'haver salvat l'Eugene, i per algun motiu sembla que es vulguin enfilar a una muntanya enorme a la qual no es pot pujar volant. La Jun vol fer cas dels seus dracs, i també dels mites dels seus avantpassats. En canvi, en Tom no ho veu clar, perquè el seu Llibre dels Dracs sembla indicar que l'escalada podria ser molt perillosa.                                   |                      |                                                          |                  | |                         |                            |
| 24 | 4                    | «Les trampes» «The Decoy»                                | Mandy Clotworthy | Escrit per: F.M. De Marco. Guió il·lustrat: Rachel Mackey, Abby McKenzie, David Smith i Simon Williams   | 17 de novembre de 2022  | 14 de juny de 2023         |
| Els Protectors dels dracs s'assabenten que l'Olivia i els investigadors de Ciutat Rakke estan estudiant una altra pedra de la Terra dels dracs. Però tenen altres problemes: el Motoserra continua atrapat al Regne del Gel, on para trampes per als dracs, i acaba enxampant també els Protectors. A més, l'Eugene posa en dubte el lideratge d'en Tom a l'hora de vèncer el Motoserra.                           |                      |                                                          |                  | |                         |                            |
| 25 | 5                    | «Llums nocturnes (1a part)» «The Night Lights (1a part)» | Robert Briggs    | Escrit per: Ricky Roxburgh. Guió il·lustrat: Fernando Corrales, Jeffrey Chang, Max Lawson i Chris Staggs | 17 de novembre de 2022  | 15 de juny de 2023         |
| En Tom i en Tro troben bebè de llum nocturna, que resulta que és un germà petit d'en Tro. El drac està perdut i vol tornar a casa seva, i els Protectors l'acompanyen i descobreixen un nou regne. És la llar de la família sencera d'en Tro, que sembla que es quedarà amb ells..., però de cop i volta es produeix la desaparició sobtada d'en Tro i els seus familiars.                                         |                      |                                                          |                  | |                         |                            |
| 26 | 6                    | «Llums nocturnes (2a part)» «The Night Lights (2a part)» | Andrew Collins   | Escrit per: John Tellegen. Guió il·lustrat: Manny Banados, Ian Milne i Derek Moore                       | 17 de novembre de 2022  | 16 de juny de 2023         |
| En Tro i la seva família de llums nocturnes són assetjats per un drac del Regne del Gel. L'ancià de la família no està gaire content amb la presència dels Protectors, però ell i en Tom hauran d'acabar col·laborant per salvar tota la família de l'atac del drac de gel. Mentrestant, la mare d'en Tom està molt amoïnada perquè és molt tard i ell no torna, i decideix sortir a buscar-lo.                    |                      |                                                          |                  | |                         |                            |

### 5a Temporada (2023)
| Núm. total | Núm. de la temporada | Títol                                                                                 | Direcció         | Guió                                                                                                  | Data d'estrena original | Data d'emissió a Catalunya |
| --- | -------------------- | ------------------------------------------------------------------------------------- | ---------------- | --- | ----------------------- | -------------------------- |
| 27 | 1                    | «El càstig i l'Incendiari» «Punishment and Torcher»                                   | Leo Riley        | Escrit per: Ricky Roxburgh. Guió il·lustrat: Rachel Mackey, Derek Moore, David Smith i Simon Williams | 2 de març de 2023       | 21 de desembre de 2023     |
| Quan la seva mare el va trobar al món dels dracs amb en Tro, va castigar en Tom a no sortir de la seva habitació. Ell es dedica a traduir el Llibre dels dracs mentre tots els protectors esperen que deixi d'estar castigat per poder tornar al Món Ocult. Però salten els sensors al Regne del Gel, i en Tom haurà d'anar amb en Tro a salvar els seus amics d'una trampa del Motoserra. |                      |                                                                                       |                  | |                         |                            |
| 28 | 2                    | «Benvinguda al meravellós món dels dracs» «Welcome to the Wonderful World of Dragons» | Mandy Clotworthy | Escrit per: Mark Henry. Guió il·lustrat: Rachel Mackey, Derek Moore, David Smith i Simon Williams     | 2 de març de 2023       | 21 de desembre de 2023     |
| L'Olivia vol anar a comprovar si el Món Ocult dels dracs és un lloc tan segur com afirma el seu fill. I, sabent com és en realitat el món dels dracs, en Tom s'empesca una mena de visita guiada segura per la seva mare. Com no podia ser d'una altra manera, la cosa es complica quan l'Eugene hi introdueix un drac el comportament del qual encara no coneixen.                        |                      |                                                                                       |                  | |                         |                            |
| 29 | 3                    | «Plantes molt enfiladisses» «Barrel of Vine Tails»                                    | Robert Briggs    | Escrit per: Bethany Armstrong Johnson. Guió il·lustrat: Fernando Corrales, Max Lawson i Chris Staggs  | 2 de març de 2023       | 22 de desembre de 2023     |
| Els protectors baixen al Regne de la Natura seguint una pista per mirar de trobar el nom de l'autor del Llibre dels dracs. Un cop allà, una colla de dracs nous, els Cues Enfiladisses, els roben el llibre i també la tauleta de l'Alex. Però els dracs no seran l'únic entrebanc que trobaran al Món Ocult per recuperar les seves pertinences.                                          |                      |                                                                                       |                  | |                         |                            |
| 30 | 4                    | «Olor de drac» «Scent of a Dragon»                                                    | Andrew Collins   | Escrit per: Stephanie Streisand. Guió il·lustrat: Manny Banados, Ian Milne i Derek Moore              | 2 de març de 2023       | 22 de desembre de 2023     |
| L'Eugene es posa un esprai corporal que fa una olor molt... característica. Per culpa d'això, aviat els protectors de dracs l'hauran de salvar del niu d'un drac amb molt mala vista i amb molt olfacte. Alhora, però, també s'hauran de salvar ells mateixos i aquest drac i els seus ous, ja que el Motoserra i els seus esbirros els van al darrere.                                    |                      |                                                                                       |                  | |                         |                            |
| 31 | 5                    | «Els agullons» «Sting It On!»                                                         | Robert Briggs    | Escrit per: F.M. De Marco. Guió il·lustrat: Fernando Corrales, Max Lawson i Chris Staggs              | 2 de març de 2023       | 25 de desembre de 2023     |
| Quan la doctora Sledkin decideix baixar a l'avenc que dona al Regne de Gel per buscar més mostres de dragonsita, l'Olivia s'escarrassa a baixar-hi ella primer. Però acabarà paralitzada per la punxada d'un dels dracs que hi ha allà baix, un Agulló Veloç. Els protectors hauran de salvar l'Olivia i alhora impedir que l'Sledkin baixi al Món Ocult i vegi algun drac.                |                      |                                                                                       |                  | |                         |                            |
| 32 | 6                    | «Onada de fred» «Deep Freeze»                                                         | Andrew Collins   | Escrit per: Ricky Roxburgh. Guió il·lustrat: Manny Banados, Ian Milne i Derek Moore                   | 2 de març de 2023       | 25 de desembre de 2023     |
| Una gran onada de fred posa en perill els habitants de Ciutat Rakke, ja que no tenen prou recursos per enfrontar-se a les temperatures que no deixen de baixar. Els protectors de dracs han de trobar la manera d'ajudar els humans amb els seus amics dracs, però sense que ningú els vegi. Ho intenten fer tan bé com poden, però no és gens fàcil...                                    |                      |                                                                                       |                  | |                         |                            |

### 6a Temporada (2023)
| Núm. total | Núm. de la temporada | Títol                                                           | Direcció         | Guió | Data d'estrena original | Data d'emissió a Catalunya |
| --- | -------------------- | --------------------------------------------------------------- | ---------------- | --- | ----------------------- | -------------------------- |
| 33 | 1                    | «Dracs per tot arreu!» «Dragons Everywhere!»                    | Mandy Clotworthy | Escrit per: John Tellegen. Guió il·lustrat: Rachel Mackey, Derek Moore, David Smith, Marc Wasik i Simon Williams                                | 15 de juny de 2023      | 26 de desembre de 2023     |
| Ara que tothom a Ciutat Rakke coneix l'existència dels dracs, en Tom s'enfronta a la pressió de ser "l'ensinistrador de dracs" del centre de recerca. Està desbordat, entre controlar els dracs que es passegen per la ciutat i satisfer els desitjos dels habitants de Ciutat Rakke. Els altres protectors no entenen el seu comportament, però en Tro, com sempre, farà costat al seu amic.          |                      |                                                                 |                  | |                         |                            |
| 34 | 2                    | «Utilitzeu-ho en cas d'emergència» «Break in Case of Emergency» | Robert Briggs    | Escrit per: Grace Deppe-Waldschmidt. Guió il·lustrat: Fernando Corrales, Max Lawson i Chris Staggs                                              | 15 de juny de 2023      | 26 de desembre de 2023     |
| Els pares dels protectors han de passar la nit fora de Ciutat Rakke per feina. Per això els demanen que no portin dracs a la ciutat mentre ells no hi són, per evitar qualsevol incident. Però una festa improvisada de l'Eugene acaba amb ell i en D'Angelo, molt amoïnat perquè el seu pare és el cap de seguretat i li ha demanat que controli la situació, tancats a l'hangar amb els seus dracs.  |                      |                                                                 |                  | |                         |                            |
| 35 | 3                    | «Investigació clandestina» «Undercover»                         | Andrew Collins   | Escrit per: Bethany Armstrong Johnson. Guió il·lustrat: Manny Banados, Ian Milne i Derek Moore                                                  | 15 de juny de 2023      | 27 de desembre de 2023     |
| La Jun vol convèncer la seva mare que l'estudi dels mites els pot ajudar a comprendre el món dels dracs, però la directora Wong està massa enfeinada. Aleshores, la doctora Sledkin aprofita per acostar-se a la Jun i convèncer-la que l'acompanyi a explorar el Món Ocult. Mentrestant, en Tom i els seus amics descobreixen que l'Sledkin està robant dragonsita d'amagat.                          |                      |                                                                 |                  | |                         |                            |
| 36 | 4                    | «Qui controla el Teranyines?» «Webs' Masters»                   | Robert Briggs    | Escrit per: John Tellegen i Ricky Roxburgh. Guió il·lustrat: Tong Bui, Fernando Corrales, Ingrid Kan, Lauren Krieger, Max Lawson i Chris Staggs | 15 de juny de 2023      | 27 de desembre de 2023     |
| L'Eugene afirma que el seu lligam amb en Teranyines és el més fort de tots els lligams entre dracs i protectors. Però quan descobreixen un regne nou amb plantes i bestioles de grans dimensions, en Teranyines marxa amb un grup de fiblons verinosos molt perillosos. L'Eugene no creu que en Teranyines ho hagi fet de bon grat i se'n va a buscar-lo.                                              |                      |                                                                 |                  | |                         |                            |
| 37 | 5                    | «L'Sledkin sota vigilància» «Sledkin Stakeout»                  | Andrew Collins   | Escrit per: Bethany Armstrong Johnson. Guió il·lustrat: Manny Banados, Ian Milne i Derek Moore                                                  | 15 de juny de 2023      | 28 de desembre de 2023     |
| Els protectors descobreixen que algú ha posat uns explosius al Món Ocult per emportar-se'n dragonsita, i com a resultat hi ha un drac ferit. L'Sledkin té prohibit fer investigacions als regnes dels dracs, però en Tom està convençut que tot plegat és cosa de la doctora, per més que ella ho nega i afirma que no s'ha mogut de casa seva.                                                        |                      |                                                                 |                  | |                         |                            |
| 38 | 6                    | «El verí» «Poison Control»                                      | Mandy Clotworthy | Escrit per: Mark Henry. Guió il·lustrat: Federico Ferrari, Rachel Mackey, Derek Moore, David Smith i Simon Williams                             | 15 de juny de 2023      | 28 de desembre de 2023     |
| El Motoserra s'assabenta que els Protectors tenen un llibre amb informació sobre els dracs, i decideix aconseguir-lo costi el que costi. Per a això, llança uns dards enverinats als dracs i fereix en Tro. A canvi de l'antídot, demana el Llibre dels Dracs. En D'Angelo s'escarrassa a trobar un antídot per salvar en Tro tan aviat com sigui possible, i de passada no haver de perdre el llibre. |                      |                                                                 |                  | |                         |                            |
| 39 | 7                    | «Cap al fons» «In Too Deep»                                     | Mandy Clotworthy | Escrit per: Ricky Roxburgh. Guió il·lustrat: Federico Ferrari, Rachel Mackey, Derek Moore, David Smith i Quynh Truong                           | 15 de juny de 2023      | 28 de desembre de 2023     |
| Els Protectors es troben que el Motoserra ha capturat un enorme drac aquàtic, i ell i els seus esbirros acaben llançant l'animal al fons marí. Com que el drac està lligat, per poder submergir-se i salvar-lo, en Tom i la resta agafen d'amagat la batisfera de Ciutat Rakke, i s'endinsen en l'enorme Regne del Mar amb la intenció de tornar amb el drac i l'aparell sans i estalvis.              |                      |                                                                 |                  | |                         |                            |

### 7a Temporada (2023)
| Núm. total | Núm. de la temporada | Títol                                                               | Direcció         | Guió | Data d'estrena original | Data d'emissió a Catalunya |
| --- | -------------------- | ------------------------------------------------------------------- | ---------------- | --- | ----------------------- | -------------------------- |
| 40 | 1                    | «En Phil i el Globus» «Hobs and Saw»                                | Mandy Clotworthy | Escrit per: John Tellegen. Guió il·lustrat: Frederico Ferrari, Rachel Mackey, Derek Moore, David Smith i Quynh Truong | 14 de setembre de 2023  | 29 de desembre de 2023     |
| En Phil està molt amoïnat per l'amenaça que suposa el Motoserra per a Ciutat Rakke, i amenaça de tancar l'hospital nou d'en D'Angelo i de prohibir l'entrada de dracs a ICARIS. Però un incident amb un globoglob ferit farà que canviïn les coses. Mentrestant, la resta de protectors intenten un cop més recuperar el Llibre dels dracs, que encara està en mans del Motoserra.                 |                      |                                                                     |                  | |                         |                            |
| 41 | 2                    | «Cors d'herois» «Hearts of Heroes»                                  | Robert Briggs    | Escrit per: Grace Deppe-Waldschmidt. Guió il·lustrat: Fernando Corrales, Steven Gordon i Max Lawson                   | 14 de setembre de 2023  | 1 de gener de 2024         |
| En Tom està fet un embolic. S'escarrassa a reconèixer i explicar el que sent per la Jun. Però la cosa condueix a un malentès i a una baralla entre tots dos. A més a més, acaben atrapats dins un arbre enorme amb uns dracs hostils desconeguts, mentre el Motoserra els amenaça de fora estant. Alhora, la resta de protectors intenten treure informació dels esbirros del Motoserra.           |                      |                                                                     |                  | |                         |                            |
| 42 | 3                    | «Cor de vidre» «Heart of Glass»                                     | Andrew Collins   | Escrit per: FM De Marco. Guió il·lustrat: Manny Banados, Ian Milne i Derek Moore                                      | 14 de setembre de 2023  | 1 de gener de 2024         |
| En Tro té problemes per liderar el grup de dracs dels protectors, però s'hi haurà d'escarrassar, perquè en Tom i els altres corren perill... Seguint un avís dels sensors que tenen al Món Ocult, els protectors han trobat l'Sledkin i la Linda intentant extreure dragonsita dels regnes dels dracs. Però quan miraven d'aturar-les ha aparegut un drac nou força perillós, el Creador de Vidre. |                      |                                                                     |                  | |                         |                            |
| 43 | 4                    | «Ho diuen les cartes» «In the Cards»                                | Robert Briggs    | Escrit per: Mark Henry. Guió il·lustrat: Fernando Corrales, Steven Gordon i Max Lawson                                | 14 de setembre de 2023  | 2 de gener de 2024         |
| La Jun llegeix les cartes del tarot a l'equip de protectors, ja que sembla que cadascú mira per ell mateix i ja no van mai tots a la una. Però la seva interpretació de les cartes indica que el grup se separarà! Per evitar aquest destí, la Jun fa que els protectors vagin tots junts a buscar un drac que ha destrossat la barrera d'anguiles de Ciutat Rakke.                                |                      |                                                                     |                  | |                         |                            |
| 44 | 5                    | «El Dream Team de l'Eugene» «Eugene's Lean Mean Extreme Dream Team» | Andrew Collins   | Escrit per: Ricky Roxburgh. Guió il·lustrat: Manny Banados, Ian Milne i Derek Moore                                   | 14 de setembre de 2023  | 2 de gener de 2024         |
| L'equip de Protectors dels Dracs s'ha dissolt. Aleshores, l'Eugene intenta formar el seu propi equip, però la cosa no li acaba de sortir bé. Mentrestant, la resta de protectors també van fent, cadascú per la seva banda..., llevat de la Jun i en Tom, que sempre passen l'estona junts. Però al capdavall tots junts acabaran descobrint una aliança força inquietant.                         |                      |                                                                     |                  | |                         |                            |
| 45 | 6                    | «Error 404: no trobem l'Alex» «404 Alex Not Found»                  | Mandy Clotworthy | Escrit per: Grace Deppe-Waldschmidt. Guió il·lustrat: Abby McKenzie, Rachel Mackey, David Smith i Quynh Truong        | 14 de setembre de 2023  | 3 de gener de 2024         |
| En una discussió entre els membres de l'antic grup de Protectors de Dracs, en Tro acaba espatllant sense voler la tauleta de l'Alex. Ella, empipada, marxa amb la Plomes cap al Món Ocult, i acaba sent capturada pel Motoserra. Allà, l'Alex s'assabenta que el Motoserra va buscant, amb l'ajuda del Llibre dels Dracs, una cosa molt important per a ell... i decideix ajudar-lo.               |                      |                                                                     |                  | |                         |                            |
| 46 | 7                    | «La sortida de Jormungand» «Rise of Jörmungandr»                    | Robert Briggs    | Escrit per: John Tellegen. Guió il·lustrat: Chuckles Austen, Fernando Corrales, Lauren Krieger i Max Lawson           | 14 de setembre de 2023  | 3 de gener de 2024         |
| Els Protectors dels Dracs s'adonen que han de fer tot el que puguin per superar les seves diferències i actuar com un autèntic equip si volen sobreviure al Regne de la Foscor. Allà hi ha, ben tancat, el temible drac Jormungand, la Serp del Món. Però el Motoserra l'està buscant, i en Tom i els seus companys no poden permetre que el trobi i posi en perill tots els dracs del Món Ocult.  |                      |                                                                     |                  | |                         |                            |

### 8a Temporada (2023)
| Núm. total | Núm. de la temporada | Títol                                                   | Direcció         | Guió | Data d'estrena original | Data d'emissió a Catalunya |
| --- | -------------------- | ------------------------------------------------------- | ---------------- | --- | ----------------------- | -------------------------- |
| 47 | 1                    | «Com ensinistrar Jormungand» «How to Train Jörmungandr» | Andrew Collins   | Escrit per: Ricky Roxburgh. Guió il·lustrat: Manny Banados, Ian Milne i Derek Moore                                             | 14 de desembre de 2023  | 22 de març de 2024         |
| Els Protectors dels Dracs estan molt amoïnats pels estralls que està causant Jormungand al Món Ocult mentre ells busquen la manera de frenar-lo. Per això, se'ls acudeix pujar els dracs que han salvat a Ciutat Rakke, perquè els seus habitants els acullin durant un temps. Però la cosa es complica quan el propietari de l'estació d'investigació, el senyor Rakke, els fa una visita sorpresa. |                      |                                                         |                  | |                         |                            |
| 48 | 2                    | «La gran mentida» «The Great Foster Fake-Out»           | Robert Briggs    | Escrit per: FM De Marco. Guió il·lustrat: Fernando Corrales, Rachel Kim, Lauren Krieger, Max Lawson i Calvin Leung              | 14 de desembre de 2023  | 22 de març de 2024         |
| En Tom vol arribar a ser igual que en Singlot i vèncer Jormungand, la Serp del Món. Segons el Llibre dels Dracs, el seu avantpassat Singlot va ensibornar la Serp fent servir un pal especial, i en Tom no para fins que a la fi el troba... Ara només li cal aprendre a utilitzar aquest estri, però no sembla cosa fàcil.                                                                          |                      |                                                         |                  | |                         |                            |
| 49 | 3                    | «Ciència contra natura» «Science Vs. Nature»            | Mandy Clotworthy | Escrit per: Mark Henry. Guió il·lustrat: Abby McKenzie, Rachel Mackey, David Smith i Quynh Truong                               | 14 de desembre de 2023  | 22 de març de 2024         |
| Els Protectors dels Dracs han de tornar els dracs que hi ha a Ciutat Rakke al Món Ocult per evitar més problemes. Quan es volen emportar un Agulló Veloç, a en Tom se li acut que podrien provar d'extreure-li una gran dosi de verí paralitzador per immobilitzar Jormungand i tornar-lo a empresonar. La idea és llançar-l'hi amb la catapulta que es va fer el Motoserra.                         |                      |                                                         |                  | |                         |                            |
| 50 | 4                    | «De deus i de monstres» «Of Gods and Monsters»          | Andrew Collins   | Escrit per: John Tellegen i FM De Marco. Guió il·lustrat: Manny Banados, Ian Milne i Derek Moore                                | 14 de desembre de 2023  | 22 de març de 2024         |
| La doctora Sledkin està obsessionada amb la pedra dragonsita, i s'emporta la Banya perquè la dugui fins a la font d'aquesta joia tan preuada guiant-se pel seu olfacte. Buscant la Banya, els Protectors dels Dracs arriben fins a l'indret del Regne dels Déus on s'amaga el secret de la dragonsita, i de l'oxigen que manté vius tots els habitants del Món Ocult...                              |                      |                                                         |                  | |                         |                            |
| 51 | 5                    | «Els Ragnarok (1a part)» «Ragnarok: Part 1»             | Mandy Clotworthy | Escrit per: Ricky Roxburgh. Guió il·lustrat: Abby McKenzie, Rachel Mackey, David Smith and Quynh Truong                         | 14 de desembre de 2023  | 22 de març de 2024         |
| La directora Wong ha decidit que, si no és possible aturar la Serp del Món, caldrà tancar l'estació d'investigació ICARIS. Això no fa defallir els Protectors dels Dracs, que entenen que Jormungand vol provocar el Ragnarok, la fi del món. Així, doncs, es posen a buscar els elements necessaris per construir una altra porta per empresonar la Serp del Món al Regne dels Déus.                |                      |                                                         |                  | |                         |                            |
| 52 | 6                    | «Els Ragnarok (2a part)» «Ragnarok: Part 2»             | Robert Briggs    | Escrit per: John Tellegen. Guió il·lustrat: Fernando Corrales, Rachel Kim, Lauren Krieger, Max Lawson, Calvin Leung i Ian Milne | 14 de desembre de 2023  | 22 de març de 2024         |
| Jormungand ha enganyat els Protectors. En Tom està desesperat perquè no sap actuar com el seu avantpassat Singlot, però la Jun li fa veure que no és com en Singlot, i que potser hauria d'actuar com la seva avantpassada Astrid. En Tom agafa una nova embranzida, i els Protectors dels Dracs es posen a reunir un gran exèrcit per enfrontar-se a la Serp del Món.                               |                      |                                                         |                  | |                         |                            |